# Siri
Siri je virtuální asistent. Je součástí operačních systémů iOS, watchOS, macOS, iPadOS, tvOS a visionOS společnosti Apple Inc. Asistent používá hlasové dotazy a uživatelské rozhraní pro zodpovězení na otázky. Tento software se přizpůsobuje uživatelským jazykům, vyhledáváním a preferencím.
Siri je odrazem od projektu původně vyvinutého Mezinárodním umělým zpravodajským střediskem SRI. Rozpoznávání řeči zajišťuje společnost Nuance Communications a Siri využívá pokročilé technologické technologie pro učení. Hlasový asistent byl propuštěn jako aplikace pro systém iOS v únoru 2010 a společnost Apple ji o dva měsíce později získala. Siri byla poté v říjnu 2011 začleněna do iPhone 4S. Siri se stala nedílnou součástí produktů společnosti Apple, která se v průběhu let přizpůsobila ostatním hardwarovým zařízením, včetně novějšímu iPhonu, stejně jako iPadu, iPodu Touch, Macu a Apple TV.
Siri podporuje širokou škálu uživatelských příkazů, včetně provádění telefonních akcí, kontrolu základních informací, plánování událostí a připomenutí, ovládání nastavení zařízení, vyhledávání na internetu, navigaci, hledání informací o zábavě a schopnost pracovat s aplikacemi integrovanými v iOS. S vydáním systému iOS 10 v roce 2016 společnost Apple otevřela omezený přístup třetích stran ke službě Siri včetně aplikací třetích stran pro zasílání zpráv, plateb, sdílení jízd a aplikací pro internetové volání. S vydáním systému iOS 11 společnost Apple aktualizovala hlasy Siri a dále podporovala jazykový překlad a další akce třetích stran.

## Historie

### Původ
Siri je odrazem od mezinárodního uměleckého zpravodajského centra SRI a je projektu CALO financovaného z DARPA. Zakladatelé byli Dag Kittlaus, Harry Saddler, Adam Cheyer a Tom Gruber ze SRI.

### Vývoj
Technologii rozpoznávání řeči Siri poskytuje společnost pro řečovou technologii Nuance Communications.To nebylo oficiálně uznáváno společností Apple ani Nuance již léta, dokud CEO společnosti Nuance Paul Ricci nepotvrdil informace na konferenci o technologii v roce 2011. Systém rozpoznávání řeči využívá sofistikované techniky učení, včetně konvolučních neuronových sítí a dlouhé krátkodobé paměti.
První myšlenka společnosti Apple o digitálním osobním asistentům byla původně koncepčním videem v roce 1987 nazvaným "Navigátor znalostí".

#### Hudební herci
Původní americký hlas Siri poskytnula Susan Bennett v červenci 2005, britský mužský hlas poskytl Jon Briggs, bývalý technologický novinář a australský hlas poskytla Karen Jacobsen, hlasatelka známá v Austrálii za její práci jako "dívka GPS".

### Integrace iOS
Siri byl původně vydán jako samostatná aplikace pro operační systém iOS v únoru 2010 a v té době vývojáři také hodlali uvolnit Siri pro zařízení Android a BlackBerry. O dva měsíce později Apple získal Siri a dne 4. října 2011 představila společnost Apple iPhone 4S s implementací beta verze Siri. Po oznámení společnost Apple odstranila stávající samostatnou aplikaci Siri z App Storu. V průběhu let společnost Apple rozšířila řadu oficiálně podporovaných produktů, včetně novějších modelů iPhone, stejně jako podporu iPadu v červnu 2012, podpora iPod Touch v září 2012, Apple TV podpora a samostatný Siri Remote v září 2015, podpora Macu v září 2016 a podpora HomePodu v červnu 2017.

### Lokalizace
V roce 2017 Siri mluvila 21 jazyky s lokalizací pro 36 zemí. V porovnání s konkurencí: osobní asistent Cortana z dílny Microsoftu umí 8 jazyků, Google Assistant 4 jazyky a Alexa společnosti Amazon hovoří dvěma jazyky.
| #  | Jazyk                    | Počet mluvících | Datum uvedení    | Verze iOS |
| -- | ------------------------ | --------------- | ---------------- | --------- |
| 1  | Angličtina               | 983 mil.        | 11. října 2011   | 5.0       |
| 2  | Francouzština            | 229 mil.        | 11. října 2011   | 5.0       |
| 3  | Němčina                  | 129 mil.        | 11. října 2011   | 5.0       |
| 4  | Japonština               | 129 mil.        | 8. března 2012   | 5.1       |
| 5  | Italština                | 66 mil.         | 19. září 2012    | 6.0       |
| 6  | Korejština               | 77,2 mil.       | 19. září 2012    | 6.0       |
| 7  | Kantonština (čínština)   | 72 mil.         | 19. září 2012    | 6.0       |
| 8  | Španělština              | 527 mil.        | 19. září 2012    | 6.0       |
| 9  | Mandarínština (čínština) | 1090 mil.       | 19. září 2012    | 6.0       |
| 10 | Ruština                  | 267 mil.        | 4. dubna 2015    | 8.3       |
| 11 | Dánština                 | 5,5 mil.        | 4. dubna 2015    | 8.3       |
| 12 | Nizozemština             | 24 mil.         | 4. dubna 2015    | 8.3       |
| 13 | Portugalština            | 229 mil.        | 4. dubna 2015    | 8.3       |
| 14 | Švédština                | 10,5 mil.       | 4. dubna 2015    | 8.3       |
| 15 | Thajština                | 20 mil.         | 4. dubna 2015    | 8.3       |
| 16 | Turečtina                | 70,8 mil.       | 4. dubna 2015    | 8.3       |
| 17 | Norština                 | 4,7 mil.        | 8. června 2015   | 9.0       |
| 18 | Arabština                | 237 mil.        | 8. prosince 2015 | 9.2       |
| 19 | Finština                 | 5,5 mil.        | 21. března 2016  | 9.3       |
| 20 | Hebrejština              | 5,0 mil.        | 21. března 2016  | 9.3       |
| 21 | Malajština               | 281 mil.        | 21. března 2016  | 9.3       |

## Funkce a možnosti
Siri nabízí širokou škálu hlasových příkazů (příkazy v češtině nejsou podporovány) například:
- Telefonní akce: „Call Sarah“, „Read my new messages“, „Set the timer for 10 minutes“ a „Send email to mom“
- Zkontrolovat základní informace: „What's the weather like today?“, „How many dollars are in a Euro?“
- Naplánovat události a připomenutí: „Schedule a meeting“ a „Remind me to“
- Správa nastavení zařízení: „Take a picture“, „Turn on Wi-Fi“ a „Increase the brightness“
- Vyhledávání na internetu: „Define …“, „Find pictures of …“ a „Search Twitter for …“
- Navigace: „Take me home“, „What's traffic like on the way home?“ a „Find driving directions to …“
- Zábava: „What basketball games are on today?“, „What are some movies playing near me?“ a „What's the synopsis of …?“
- Zapojení do aplikací v iOS: „Pause Apple Music“ a „Like this song“

Siri také nabízí řadu předprogramovaných odpovědí na zábavné otázky. Takové otázky obsahují: „Jaký je smysl života?“, Na který Siri může odpovědět: „Všechny důkazy doposud naznačují, že je to čokoláda“; „Proč jsem tady?“, na které může odpovědět „Nevím“.
Zpočátku byl hlas omezen pouze na ženu, Apple oznámil v červnu 2013, že Siri bude obsahovat rodovou možnost, přidáním hlasu mužského hlasu.
V září 2014 Apple přidal možnost, aby uživatelé mohli mluvit „Hey Siri“, aby umožnili asistenci bez požadavku na fyzickou manipulaci se zařízením.
V září 2015 byla funkce „Hey Siri“ aktualizována tak, aby zahrnovala individuální rozpoznávání hlasu, předpokládanou snahu zabránit aktivaci jiných uživatelů než vlastníka.
S oznámením iOS 10 v červnu 2016 společnost Apple otevřela omezený přístup vývojářům třetích stran k Siri prostřednictvím specializovaného aplikačního programovacího rozhraní (API). Rozhraní API omezuje používání aplikace Siri na komunikaci s aplikacemi třetích stran pro zasílání zpráv, platebními aplikacemi, aplikacemi pro sdílení jízd a aplikacemi pro internetové volání.
V červnu 2017 pro společnost iOS 11 společnost Apple oznámila, že společnost Siri bude podporovat jasnější lidské hlasy, a bude schopna zvládnout odpovědět na složitější otázky, dále bude podporovat jazykový překlad a otevře se více akcí třetích stran, včetně správy úkolů. Navíc uživatelé budou schopni psát na Siri a nová technika učení na zařízení zlepší návrhy Siri.

## Zranitelnost
Siri lze zneužít pomocí ultrazvuku bez vědomí uživatele.

## Siri v kultuře
Siri se proslavila v seriálu Teorie velkého třesku, kdy si Raj koupil iPhone 4S a zkoušel si se Siri povídat. V tomto seriálu se také Siri ukázala jako osoba. a také je známa za to, že hrála Počítač ve filmu Lego Batman film. 

## Konkurence
Siri byla představena v říjnu 2011, a v květnu 2012 představil Samsung svůj Samsung Galaxy S3, který má funkci S Voice. Avšak S voice není úplně jako Siri, např. nedokáže reagovat úplně dobře na nějaké otázky. V dubnu roku 2014 na konferenci BUILD 2014 v San Franciscu představil Microsoft svého hlasového asistenta – Cortanu. Google má svého virtuálního asistenta Google Assistant, Amazon asistenta Alexu a Facebook asistenta jménem M.

## Siri v češtině
Ačkoliv je Siri dostupná od roku 2010, tak stále neumí plnohodnotně reagovat na české příkazy. Spekuluje se, že se češtiny brzy dočkáme, jelikož na podzim 2020 Apple na svých kariérních stránkách otevřel pozice, které se pravděpodobně týkají Siri a její lokalizace do češtiny. Další spekulace pak byly rozvířeny v květnu 2021 kdy Apple aktualizoval jednu ze svých stránek, které se týkají právě Siri a hlasových požadavků. Přesné datum, kdy bude dostupná Siri i v češtině ale stále neznáme a čekáme. 